# Gandzasar Kapan
Maillots
Le Football Club Gandzasar Kapan (en arménien : Ֆուտբոլային Ակումբ Գանձասար Կապան), plus couramment abrégé en Gandzasar Kapan, est un club arménien de football fondé en 1963 et basé dans la ville de Kapan.

## Histoire
Le club est vice-champion d'Arménie en 2011.
Le club participe à la Ligue Europa lors des saisons 2009-2010, 2012-2013 et 2013-2014.
Au début du mois de novembre 2020, le club se retire du championnat arménien pour des raisons financières.

## Bilan sportif

### Palmarès
| \| - Championnat d'Arménie : - Vice-champion : 2011 et 2016-17. - Coupe d'Arménie (1) : - Vainqueur : 2018. - Finaliste : 2014. \| \| - Supercoupe d'Arménie - Finaliste : 2018 \| |  |                                           |
| - Championnat d'Arménie : - Vice-champion : 2011 et 2016-17. - Coupe d'Arménie (1) : - Vainqueur : 2018. - Finaliste : 2014.                                                       |  | - Supercoupe d'Arménie - Finaliste : 2018 |

### Bilan par saison
| Saison    | Championnat | Championnat | Championnat | Championnat | Championnat | Championnat | Championnat | Championnat | Championnat | Championnat | Coupe d'Arménie  |
| Saison    | Division    | Pos         | Pts         | J           | V           | N           | D           | BP          | BC          | Diff        | Coupe d'Arménie  |
| --------- | ----------- | ----------- | ----------- | ----------- | ----------- | ----------- | ----------- | ----------- | ----------- | ----------- | ---------------- |
| 2004      | 2e          | 3e          | 57          | 30          | 17          | 6           | 7           | 52          | 32          | +20         | —                |
| 2005      | 2e          | 3e          | 51          | 24          | 16          | 3           | 5           | 62          | 24          | +38         | Demi-finales     |
| 2006      | 1re         | 5e          | 24          | 28          | 7           | 3           | 18          | 28          | 60          | -32         | Quarts de finale |
| 2007      | 1re         | 5e          | 39          | 28          | 11          | 6           | 11          | 35          | 31          | +4          | Premier tour     |
| 2008      | 1re         | 3e          | 47          | 28          | 13          | 8           | 7           | 39          | 27          | +12         | Quarts de finale |
| 2009      | 1re         | 5e          | 38          | 28          | 12          | 2           | 14          | 32          | 47          | -15         | Quarts de finale |
| 2010      | 1re         | 6e          | 27          | 28          | 8           | 3           | 17          | 24          | 45          | -21         | Quarts de finale |
| 2011      | 1re         | 3e          | 46          | 28          | 12          | 10          | 6           | 31          | 16          | +15         | Quarts de finale |
| 2012-2013 | 1re         | 3e          | 67          | 42          | 18          | 13          | 11          | 48          | 37          | +11         | Quarts de finale |
| 2012-2013 | 1re         | 3e          | 67          | 42          | 18          | 13          | 11          | 48          | 37          | +11         | Demi-finales     |
| 2013-2014 | 1re         | 5e          | 35          | 28          | 8           | 11          | 9           | 36          | 31          | +5          | Finale           |
| 2014-2015 | 1re         | 7e          | 29          | 28          | 7           | 8           | 13          | 31          | 44          | -13         | Quarts de finale |
| 2015-2016 | 1re         | 4e          | 45          | 28          | 11          | 12          | 5           | 35          | 27          | +8          | Demi-finales     |
| 2016-2017 | 1re         | 2e          | 57          | 30          | 17          | 6           | 7           | 38          | 24          | +14         | Demi-finales     |
| 2017-2018 | 1re         | 3e          | 43          | 30          | 11          | 10          | 9           | 43          | 34          | +9          | Vainqueur        |
| 2018-2019 | 1re         | 6e          | 38          | 32          | 10          | 8           | 14          | 38          | 33          | +5          | Quarts de finale |
| 2019-2020 | 1re         | 9e          | 25          | 22          | 6           | 7           | 9           | 25          | 29          | -4          | Demi-finales     |
| 2020-2021 | 1re         | Abandon     | Abandon     | Abandon     | Abandon     | Abandon     | Abandon     | Abandon     | Abandon     | Abandon     | Premier tour     |

Légende
- Vainqueur de la compétition.
- Deuxième ou finaliste de la compétition.
- Troisième de la compétition.
- Promotion en division supérieure.

### Bilan européen
Note : dans les résultats ci-dessous, le score du club est toujours donné en premier.
| Saison    | Compétition  | Tour            | Club              | Domicile | Extérieur | Total  |
| --------- | ------------ | --------------- | ----------------- | -------- | --------- | ------ |
| 2009-2010 | Ligue Europa | Deuxième tour Q | NAC Breda         | 0 - 2    | 0 - 6     | 0 - 8  |
| 2012-2013 | Ligue Europa | Premier tour Q  | EB/Streymur       | 2 - 0    | 1 - 3     | 3E - 3 |
| 2012-2013 | Ligue Europa | Deuxième tour Q | Servette FC       | 1 - 3    | 0 - 2     | 1 - 5  |
| 2013-2014 | Ligue Europa | Premier tour Q  | FK Aktobe         | 1 - 2    | 1 - 2     | 2 - 4  |
| 2017-2018 | Ligue Europa | Premier tour Q  | Mladost Podgorica | 0 - 3    | 0 - 1     | 0 - 4  |
| 2018-2019 | Ligue Europa | Premier tour Q  | Lech Poznań       | 2 - 1    | 0 - 2     | 2 - 3  |

Légende
- Victoire ou qualification pour le tour suivant
- Match nul
- Défaite ou élimination de la compétition

## Personnalités du club

### Présidents
- Vahe Hakobian
- Garnik Aghababian

### Entraîneurs
- Ashot Barseghian
- Armen Petrosian